# Escudo del Chocó
El Escudo del Chocó es el principal emblema y uno de los símbolos oficiales del departamento colombiano del Chocó. Su composición heráldica se basa en el escudo concedido por la corona española a Santa María la Antigua del Darién, la cual fue la segunda ciudad creada por europeos en Tierra Firme, y cuya ubicación se hallaba en Unguía, en lo que actualmente es territorio del departamento del Chocó.
Su adopción como escudo del departamento se dio por medio de la Ordenanza 07 de 1957.

## Blasonado
La Real Cédula del 10 de julio de 1515 concedió el escudo de la ciudad de Santa María la Antigua del Darién con los siguientes términos:

"[...] señalo e doy que tenga por armas la dicha cibdad un escudo colorado e dentro, en él, un castillo dorado e sobre él la figura del sol e debaxo del castillo un tigre a la mano derecha y un lagarto a la izquierda, que estén alzados el uno contra el otro alrededor de esta manera siguiente y por divisa la imagen de Nuestra Señora de la Antigua, las cuales dichas armas y divisa doy a la dicha ciudad para que las podáis traer e trayais y poner y pongáis los pendones y sellos de la dicha ciudad (...). 

Fecha en Burgos a diez días del mes de julio de mil e quinientos e quince años. 
YO EL REY."

(Fragmento de la Real Cédula concedida por el Rey de España a la ciudad de Santa María la Antigua del Darién)

La descripción heráldica moderna del escudo es:

Escudo de forma española. En campo de gules se encuentra un castillo edificado en ladrillo de oro, sobre el cual destella un sol en oro con facciones humanas; la portada está cuidada por un tigre a la derecha y un caimán a la izquierda, ambos en actitud de pelea. Por timbre, la imagen de Nuestra Señora de la Antigua.

## Historia
El escudo del departamento del Chocó basa su composición en el escudo de Santa María la Antigua del Darién, la cual fue fundada en 1510 por un grupo de conquistadores al mando de Martín Fernández de Enciso. Al cabo de menos de un lustro la ciudad fue ganando importancia, al punto de ser erigida por la corona española con el título de ciudad y sede episcopal, gracias a lo cual le fue otorgado su propio escudo de armas.
La ciudad de Santa María, aunque tuvo un rápido ascenso, cayó rápidamente en decadencia, al punto de ser abandonada en 1524. Por ese motivo el escudo de la ciudad caería en desuso por más de cuatro siglos, hasta su readopción como escudo del departamento del Chocó, que se dio por medio de la Ordenanza 07 de 1957.

## Diseño y significado de los elementos
Sobre la base de la ciencia de la heráldica y a los elementos presentes en el escudo, actualmente se les ha asignado el siguiente simbolismo:
- El campo de gules simboliza el fuego, la fortaleza, el valor, la fidelidad, la alegría y el honor. Este color se otorgaba además como símbolo de bravura y de espíritu indomable que se sobrepone a las dificultades.

- La figura del Sol está representado por un círculo perfecto, amarillo y con facciones humanas en su centro, rodeado de 16 rayos, 8 de ellos derechos y 8 ondulados, puestos de forma intercalada. Se adoptó como representación del poder de reyes y soberanos y de la nobleza de los habitantes de la ciudad que los llevara en su blasón. Además, significa fortaleza, prudencia, justicia y templanza.

- El lagarto o caimán está levantado con las patas traseras en el suelo y las delanteras levantadas sobre el castillo en actitud de protección y desafío mirando hacia el lado derecho. Simboliza fidelidad y se usaba como insignia del poder español en los mares y ríos.

- El castillo dorado hace referencia a Castilla de Oro, gobernación española de la cual hacía parte el territorio del Departamento del Chocó. El castillo representa también grandeza y elevación, refugio y salvaguardia. Se dibuja con tres torres símbolo de plenitud. Las puertas y ventanas van pintadas de rojo.

- El tigre va puesto al lado derecho del castillo. Está levantado con las patas traseras en el suelo y las delanteras levantadas sobre el castillo en actitud de protección. Simboliza bravura, esfuerzo y rapidez.

- La Virgen de la Antigua es símbolo de la patrona de Sevilla (España), a quién se encomendaron Balboa y sus compañeros durante su aventura en el Darién. Representa también el catolicismo español. Se le representa sentada, con una corona y cargando un niño.